# 北欧假说

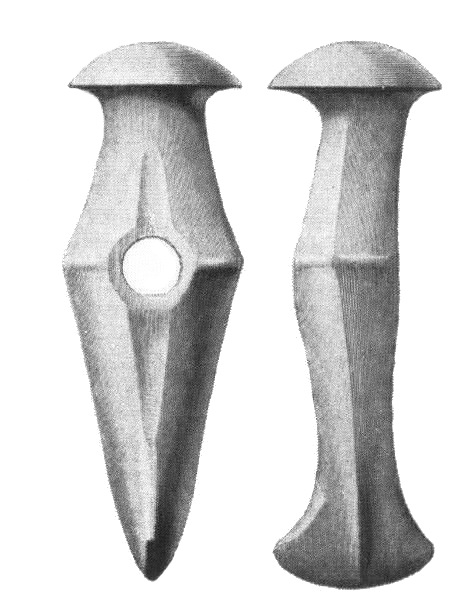
瑞典发现的新石器时代的石斧

北欧假说（英語：North_European_hypothesis）是一个语言学、考古学理论，试图解释印欧语系从斯堪的那维亚南部或北德平原的原始故乡（Urheimat）开始在欧亚大陆的传播。 由Karl Penka，Hermann Hirt，Gustaf Kossinna等人提出的这一假设，在19世纪末和20世纪初得到了一些成功，得到了纳粹主义的认可。 但今天北欧假说被大多数人认为已经过时了，支持坟冢假说的学者更多。

## 概述
根据第一个提出北欧假说的人Penka的说法，原始的印欧人肯定是长久以来居住在北方的农民，自旧石器时代以来就没有外界干预。原始印欧语中铜（*ayes）这一词汇的构拟，将原始印欧语产生的时间限制在新石器时代的晚期或铜石并用时代。山毛榉（*bhāghos）和大海（*mori）这两个词的构拟则有利于产生的地点在北方的结论。
其他的语言学家，如Kossinna，则特别确定产生的时间与地点为铜石并用时代的绳纹器文化（大约在公元前2900年至2300年，但在这段时间被称为战斧文化（英语Battle-Axe culture，德语Streitaxtkultur）并持续至约公元前2000年）。
Boettcher则认为，原始印欧人在旧石器时代晚期就已经开始产生，具体的说是维尔姆冰期之后的全球变暖时期，猎人和采集者定居在冰川庇护所中，以重新居住在北欧。他们在考古学上表现为Hamburg文化和Federmesser文化。在某些印欧神话中有明显描述的常见北方现象来自于北部的这些地区。 这些猎人和渔民群体是Maglemosian文化（大约在公元前9000-6500年）的基础。北欧海平面的上升导致Maglemosian人占领的部分领土（Doggerland）被洪水淹没，并迫使他们前往南部。这种文化的继承者发展了Ertebølle文化和Ellerbek文化。 Boettcher将他们的活动与之后千年的维京人进行了比较。他们被描述为一个发展中的战士社会，它参与贸易和海盗行为，溯河而上突袭南部平原的Danubian农民所占领的土地，征服他们并成为他们的领导人。 这两个文化的融合产生了所谓的Funnelbeaker文化（公元前4200年至2600年），从荷兰延伸到乌克兰西北部，这将是印欧语系语言使用者的第一个原始栖息地。
Jean Haudry指出：“新石器时代的Funnelbecker文化与语言古生物学所证实的印欧民族传统形象非常吻合：在这种文化中，出现了动物繁殖和植物栽培，马匹，货车和战斧，防御工事和具有分层迹象的社会。” 据此，最早的印欧文化是Ertebølle文化和线形陶器文化最后阶段的综合。 这两个文化的融合解释了出现在两个神话体系中的共同之处，如罗马的《强掳萨宾妇女》和北欧神话中阿萨神族与华纳神族之间的战争。
后来的文化，如双耳细颈椭圆尖底陶器文化和绳纹器文化代表了印欧人从原来的位置北欧平原向俄罗斯地区（中第聂伯河文化，Fatyanovo-Balanovo文化）和亚洲（Koban文化）的扩展。在青铜时代和铁器时代的类似运动中，北欧人从北部辐射到欧洲南部和西部，包括在安纳托利亚（特洛伊）。

## 引注
1. ↑  See:
  - Mallory: "The Kurgan solution is attractive and has been accepted by many archaeologists and linguists, in part or total. It is the solution one encounters in the Encyclopædia Britannica and the Grand Dictionnaire Encyclopédique Larousse."[3]
  - Strazny: "The single most popular proposal is the Pontic steppes (see the Kurgan hypothesis)...".[4]